# Carl Nielsens Barndomshjem
 Ikke at forveksle med Carl Nielsen Museet.
Carl Nielsens Barndomshjem er et mindre filialmuseum for komponisten Carl Nielsen. Huset var Carl Nielsens tredje og sidste barndomshjem og er beliggende i Nørre Lyndelse, cirka 15 km syd for Odense.
Huset blev bygget i 1850'erne. Carl Nielsens forældre, Maren Kirstine og Niels ’Maler’ Jørgensen, købte huset i marts 1878. Med en kort afbrydelse i sommeren 1878, boede Carl Nielsen her frem til november 1879, hvor han kom i lære som militærmusiker i Odense. Det var også i barndomshjemmet, han i juli 1891 præsenterede sin hustru, billedhuggeren Anne Marie Carl Nielsen, før forældrene i september samme år solgte huset og alle deres ejendele og emigrerede til USA.
I sin erindringsbog Min fynske Barndom (1927) beskrev Carl Nielsen huset som "Et palads med sol og lys og glæde".
Huset har fungeret som museum siden 1956 og indeholder en udstilling om Carl Nielsens barndom og om hjemmets arbejds- og musikliv, som blev så afgørende for Carl Nielsens senere udvikling både som musiker og som komponist.
Huset som i dag ligger på adressen Odensevej 2A i Nr. Lyndelse blev flyttet et stykke tilbage for at give plads til udvidelsen af landevejen mellem Odense og Faaborg.

## Ekstern henvisning
- barndomshjem.carlnielsen.org - Carl Nielsens Barndomshjem

- Wikimedia Commons har flere filer relateret til Carl Nielsens Barndomshjem